# Astragalus eremophilus
Astragalus eremophilus är en ärtväxtart som beskrevs av Pierre Edmond Boissier. Astragalus eremophilus ingår i släktet vedlar, och familjen ärtväxter.

## Underarter
Arten delas in i följande underarter:
- A. e. eremophilus
- A. e. makranicus